# Huracán Richard
El huracán Richard fue un ciclón tropical destructivo que afectó zonas de Centroamérica en octubre de 2010. Se formó el 20 de octubre a partir de una zona de baja presión que se había estancado en el mar Caribe. El sistema se desplazó al sureste antes de virar al oeste. La tormenta se organizó lentamente y se intensificó hasta convertirse en tormenta tropical. Inicialmente, Richard solo se intensificó lentamente en una zona de corrientes de dirección débiles. Sin embargo, para el 23 de octubre, la cizalladura del viento disminuyó y la tormenta se intensificó más rápidamente a medida que se dirigía hacia Belice. Al día siguiente, Richard se intensificó hasta alcanzar la categoría de huracán y alcanzó su intensidad máxima, alcanzando vientos máximos de 160 km/h (100 mph). El huracán solo tocó tierra en Belice en su punto máximo de intensidad. En tierra, Richard se debilitó rápidamente y posteriormente degeneró en una baja presión remanente el 25 de octubre.
Richard causó daños estimados en US$80 millones a su paso. En Honduras, los daños se limitaron principalmente a cortes de electricidad y deslizamientos de tierra. En Belice, la mayor parte de los daños se atribuyeron a daños a los cultivos. Los cortes de electricidad también fueron generalizados en todo el país; dos personas murieron allí también.

## Historia meteorológica
Los orígenes del huracán Richard se remontan a una onda tropical que se alejó de la costa africana el 4 de octubre y se movió hacia el oeste, deteniéndose sobre Venezuela el 13 de octubre. Durante los tres días siguientes, se desplazó hacia el extremo suroeste del mar Caribe y pronto formó una zona de baja presión, hasta que se estancó justo al norte de Panamá. El 16 de octubre, el Centro Nacional de Huracanes (NHC) comenzó a monitorear esa zona de tiempo alterado, asociada con una débil vaguada de baja presión sobre el suroeste del mar Caribe, que persistió en toda la región mientras el huracán Paula se disipaba sobre Cuba ese mismo día. El 17 de octubre, los vientos alisios del este y del norte fluyeron hacia la zona de baja presión, produciendo una zona desorganizada de convección o tormentas eléctricas en toda la región. Durante varios días, el sistema se movió generalmente en dirección oeste-noroeste hacia Centroamérica. La convección aumentó sobre la baja presión el 18 de octubre, y el Centro Nacional de Huracanes advirtió la posibilidad de una mayor organización debido a las condiciones ambientales favorables. Más tarde ese día, pasó cerca de la costa oriental de Nicaragua. La tormenta se organizó más a medida que giraba hacia el norte-noroeste en el noroeste del mar Caribe.
Los cazadores de huracanes investigaron el sistema el 19 de octubre e indicaron el desarrollo de una circulación de bajo nivel. Por lo tanto, el Centro Nacional de Huracanes (NHC) observó que la tormenta tenía una intensidad muy cercana a la de una depresión tropical. Al día siguiente, después de que el sistema viró hacia el este, una fuerte cizalladura del viento en los niveles superiores impidió su desarrollo posterior, pero se esperaba que dichas condiciones disminuyeran. A primeras horas del 21 de octubre, la convección se había organizado y aumentado cerca del centro de circulación, a pesar de encontrarse aún en una zona de cizalladura moderada del viento. Debido a esta organización, el Centro Nacional de Huracanes (CNH) la clasificó como depresión tropical Diecinueve, a unos 201 km (125 millas) al sur de Gran Caimán. En ese momento, la depresión se desplazaba hacia el este, cerca de la base de una vaguada de nivel medio y al oeste de una dorsal subtropical. En las horas posteriores a su formación, el centro permaneció ubicado a lo largo de la porción occidental de una banda de lluvia curvada ciclónicamente a medida que aumentaba la convección. La cizalladura del viento disminuyó y, a pesar de la presencia de aire seco al noroeste, la depresión se intensificó a tormenta tropical Richard a las 1500 UTC del 21 de octubre, según la confirmación de los cazadores de huracanes. Sin embargo, el análisis postoperacional reveló que la depresión se convirtió en tormenta tropical un poco antes, a las 1200 UTC.

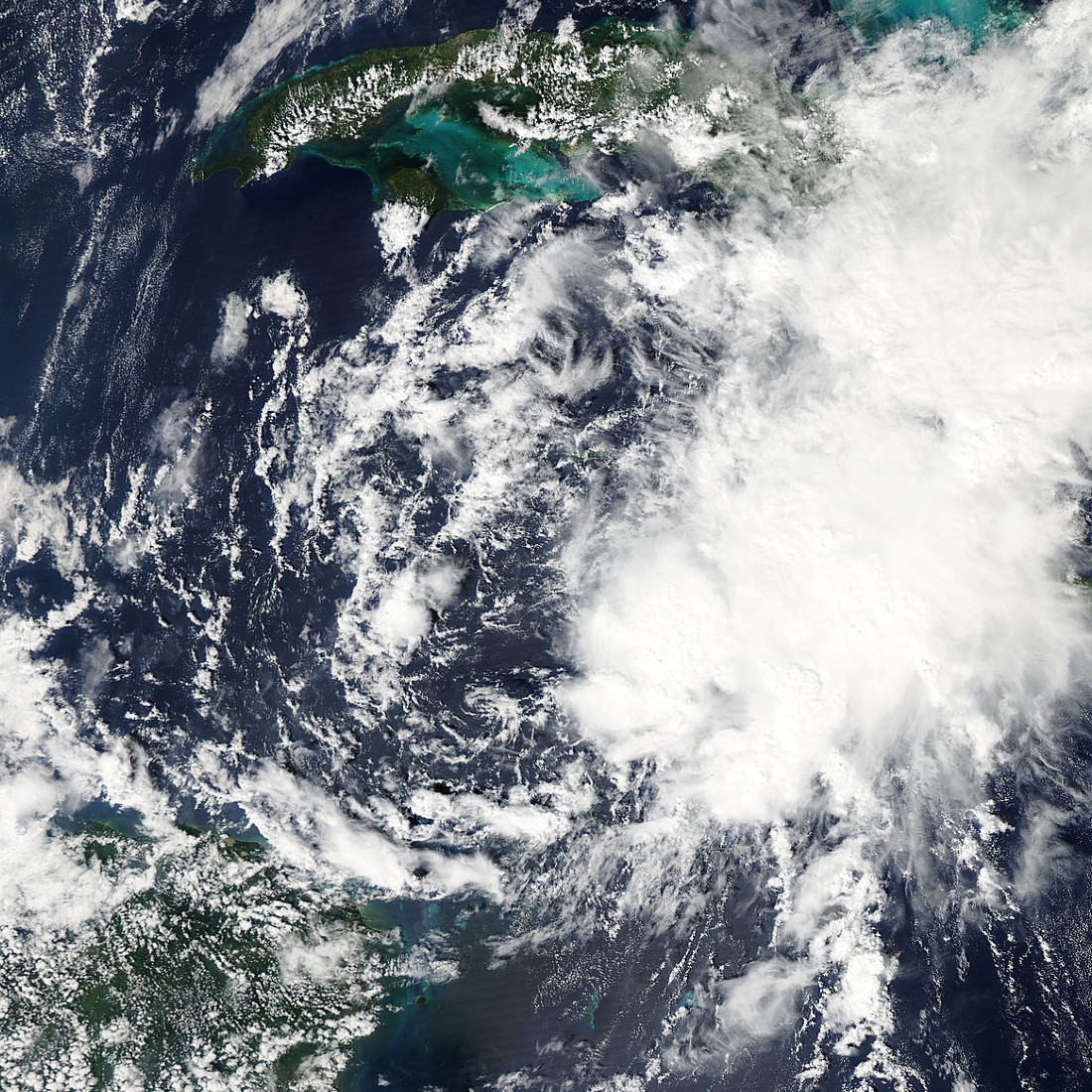
La depresión tropical Diecinueve del 20 de octubre, poco después de ser clasificada, con una pequeña circulación desplazada justo fuera de su convección

Tras intensificarse a tormenta tropical, Richard se desplazaba hacia el sureste, aún en una zona de corrientes de dirección débiles y en pleno proceso de formación de un círculo vicioso en su trayectoria. Dos modelos de huracán pronosticaron que la tormenta se intensificaría a huracán mayor sobre el Caribe occidental. El pronóstico oficial indicaba que la tormenta tocaría tierra en Belice con vientos de 140 km/h (90 mph). A medida que Richard continuó en general hacia el sur a principios del 22 de octubre, su convección se volvió irregular y lineal, lo que impidió cualquier fortalecimiento inicial. Además, la circulación se alargó a medida que las tormentas eléctricas empeoraron, debido a la presencia continua de aire seco y cizalladura del viento. Después de girar hacia el oeste, Richard se movió paralelo a la costa de Honduras y su circulación se volvió difícil de localizar en imágenes satelitales.
El 23 de octubre, la tormenta tropical Richard comenzó a fortalecerse nuevamente, luego de que la cizalladura disminuyera y la tormenta aprovechara las cálidas aguas del Caribe occidental. Más tarde ese día, una característica forma de ojo de nivel medio se hizo evidente en las imágenes satelitales. Además, el flujo de salida mejoró gradualmente y se hizo más simétrico en toda la circulación. El 24 de octubre, los cazadores de huracanes indicaron que Richard alcanzó la categoría de huracán, basándose en vientos superficiales de 137 km/h (85 mph). Además, el radar de Belice en ese momento indicaba que la pared del ojo estaba casi cerrada. El huracán continuó intensificándose hasta alcanzar vientos máximos de 100 mph (160 km/h), y la presión central mínima bajó a 977 milibares (28,9 inHg), convirtiéndolo en un huracán de categoría 2, a pesar de que operacionalmente fue clasificado como un huracán de categoría 1 con vientos de 90 mph (140 km/h) y una presión de 981 milibares (29,0 inHg).
Alrededor de las 0045 UTC del 25 de octubre, el huracán Richard tocó tierra a unas 20 millas (32 km)/h al sur-sureste de la ciudad de Belice, Belice, en su intensidad máxima, y justo después de tocar tierra, el ojo se definió mejor brevemente. Sin embargo, al cabo de unas horas, el núcleo interno perdió definición a medida que el ojo se disipaba. Los vientos disminuyeron rápidamente y Richard se debilitó a depresión tropical tras cruzar el norte de Guatemala. Para entonces, quedaba poca convección profunda y, tras emerger a la Bahía de Campeche, Richard se degeneró en un sistema de baja presión remanente el 26 de octubre, pero luego giró hacia el este debido a la fuerte cizalladura del viento. Tras alcanzar la península de Yucatán, el sistema comenzó a virar hacia el norte hasta llegar al Golfo de México. Los remanentes del huracán Richard continuaron su movimiento hacia el norte sobre el Golfo de México a medida que se debilitaba, hasta que el sistema se disipó por completo a última hora del 27 de octubre.

## Preparativos e impacto

### Honduras

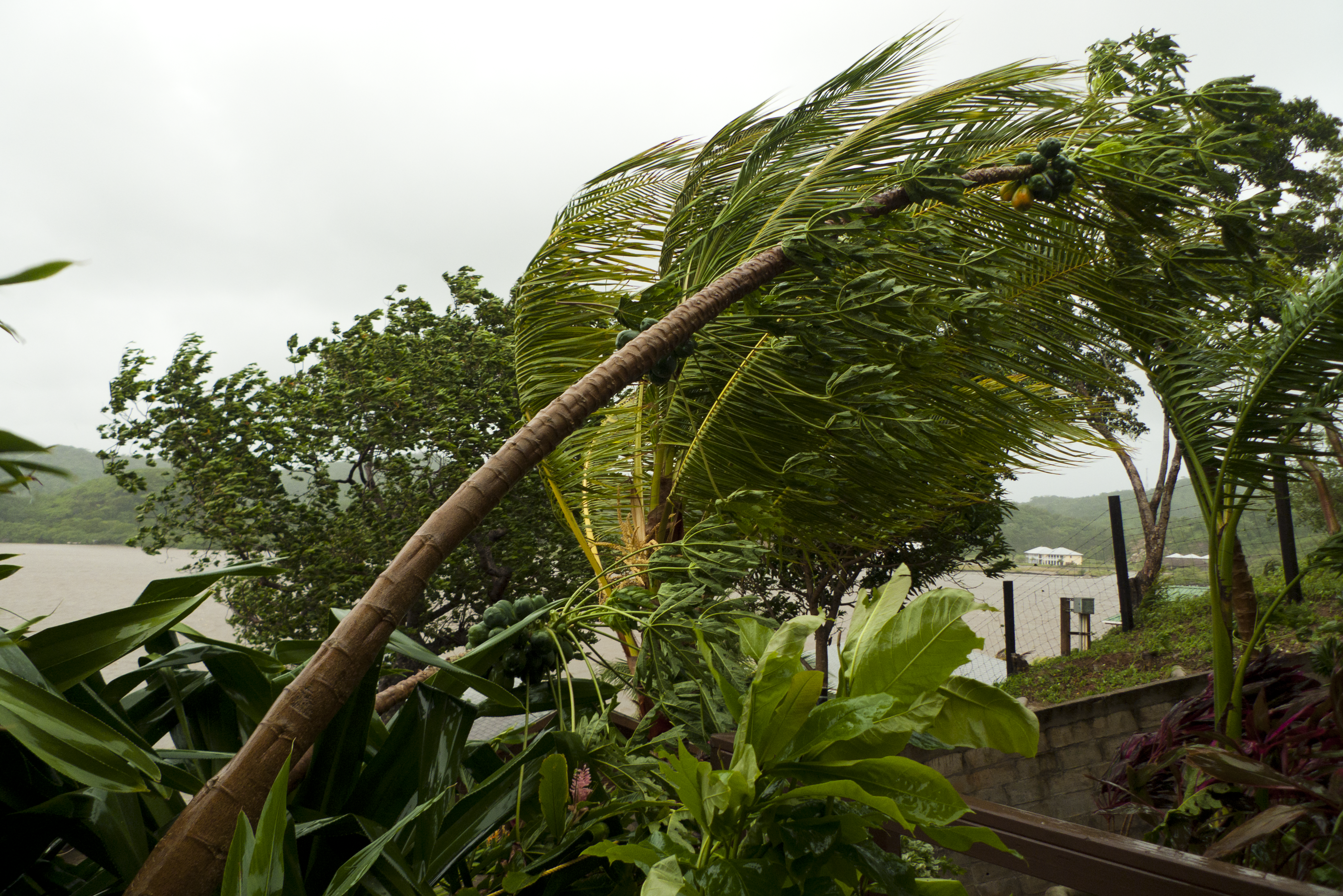
Condiciones ventosas en la isla de Roatán, frente a la costa norte de Honduras

A partir de la tarde del 21 de octubre, el gobierno de Honduras emitió un aviso de tormenta tropical para la entonces tormenta tropical Richard, que cubría la costa norte de Honduras desde Limón hasta la frontera con Nicaragua. Cuando Richard finalmente comenzó a dirigirse hacia el oeste el 22 de octubre, la alerta de tormenta tropical se actualizó a una advertencia de tormenta tropical; también se emitió una alerta de huracán para la misma ubicación. A las 1500 UTC del 23 de octubre, el Gobierno de Honduras había emitido una alerta de tormenta tropical desde Limón en dirección oeste hacia Puerto Cortés; la alerta de tormenta tropical también incluía las tres Islas de la Bahía de Guanaja, Roatán y Útila. Como se predijo que Richard rozaría la costa de Honduras justo en la costa, la alerta de tormenta tropical se elevó a alerta de huracán.
En ese momento Richard se había intensificado a huracán, ya se había alejado del este de Honduras, y la advertencia de tormenta tropical y la vigilancia de huracán se suspendieron desde Limón hasta la frontera con Nicaragua. Mientras el huracán Richard se acercaba a Belice el 24 de octubre, el Gobierno de Honduras suspendió todas las vigilancias y advertencias que se habían emitido en asociación con la tormenta porque ya no se consideraba una posible amenaza de tocar tierra.
Al pasar hacia el norte del país, Richard derribó árboles y cables eléctricos en la costa norte de Honduras. Algunos cortes de electricidad se produjeron en algunas zonas debido a la caída de cables. Además, los deslizamientos de tierra provocados por las lluvias dejaron aisladas a unas 15,000 personas en 40 pequeños pueblos. Cuatro provincias costeras de Honduras fueron declaradas zonas de máxima alerta por el gobierno tras la tormenta. Las Islas de la Bahía también sufrieron fuertes lluvias debido a Richard. Los vientos en las islas alcanzaron una velocidad máxima de 93 km/h (58 mph) en Roatán.

### Belice

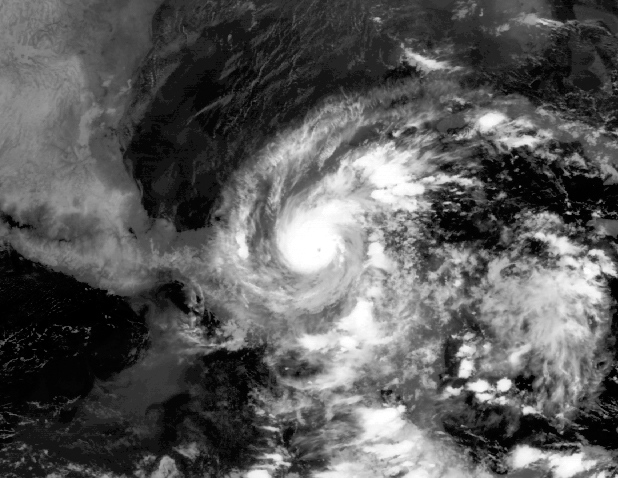
Hurricane Richard making landfall on Belize on October 25

El Gobierno de Belice comenzó a advertir sobre la amenaza de Richard el 22 de octubre, iniciando con una vigilancia de tormenta tropical emitida para toda la costa este del país. A medida que la tormenta tropical Richard se intensificaba rápidamente, la vigilancia de tormenta tropical en la costa de Belice fue reemplazada por una advertencia de tormenta tropical, que se había actualizado a las 1500 UTC del 23 de octubre. Solo tres horas después del reemplazo de la vigilancia de tormenta tropical a advertencia, Richard se estaba acercando al estado de huracán, y la advertencia de tormenta tropical vigente en la costa este de Belice se actualizó a una advertencia de huracán. La alerta de huracán asociada con el huracán Richard se mantuvo vigente para la costa este de Belice mientras tocaba tierra, ya que la tormenta tocó tierra al sur-sureste de la ciudad de Belice. Se estima que antes de que la tormenta tocara tierra, unas 10.000 personas se refugiaron en refugios antitormentas e iglesias.
En Belice, el huracán Richard dañó miles de viviendas y dejó a muchas sin electricidad. El Zoológico de Belice y el Centro de Educación Tropical, una importante atracción para ecoturistas y beliceños, se encontraban en su trayectoria y sufrieron graves daños, lo que obligó a cerrar para retirar escombros y reparar sus exhibidores de animales. Los daños totales ascendieron a 33,8 millones de dólares de Belice (US$17.4 millones en 2010), la mayoría de los cuales se debieron a daños en los cultivos, especialmente en cítricos. Se perdió toda la cosecha de pomelo, se estima que el 25 % de la de naranjas y varios árboles grandes fueron derribados. Además, unas 200 viviendas quedaron destruidas. Se reportaron dos muertes. Una persona se ahogó tras el naufragio de su embarcación durante la tormenta y otra murió atacada por un jaguar que había escapado al caer un árbol sobre su jaula.

### México
El Gobierno de México también dio alertas sobre la aproximación de Richard, emitiendo primero una vigilancia de huracán también para la costa este de la península de Yucatán desde Punta Gruesa hacia el sur hasta la ciudad de Chetumal, que está en la frontera con Belice. Además del aviso de huracán emitido para esa porción de la península de Yucatán, se estableció una alerta de tormenta tropical para la misma zona. Aunque el huracán Richard se acercó a la parte mexicana de la península de Yucatán, no hubo cambios en las vigilancias y advertencias desde las 1500 UTC del 23 de octubre hasta el momento de tocar tierra en Belice. Después de que el huracán Richard tocó tierra en Belice, el Gobierno de México suspendió la vigilancia de huracán desde Punta Gruesa hacia el sur hasta Chetumal, aunque las alertas de tormenta tropical han sido canceladas.
El gobernador de Quintana Roo, Félix González Canto, declaró a Chetumal en estado de alerta máxima antes del huracán Richard. Sin embargo, el gobierno solo declaró en alerta mínima las zonas de la costa noreste de la península de Yucatán.